# Phortica fenestrata
Phortica fenestrata är en tvåvingeart som beskrevs av Oswald Duda 1939. Phortica fenestrata ingår i släktet Phortica och familjen daggflugor.
Artens utbredningsområde är Uganda. Inga underarter finns listade i Catalogue of Life.